# Унтервеленборн
Унтервеленборн (њем. Unterwellenborn) општина је у њемачкој савезној држави Тирингија. Једно је од 39 општинских средишта округа Залфелд-Рудолштат. Према процјени из 2010. у општини је живјело 6.467 становника. Посједује регионалну шифру (AGS) 16073111.

## Географски и демографски подаци
Унтервеленборн се налази у савезној држави Тирингија у округу Залфелд-Рудолштат. Општина се налази на надморској висини од 265 метара. Површина општине износи 56,1 km². У самом мјесту је, према процјени из 2010. године, живјело 6.467 становника. Просјечна густина становништва износи 115 становника/km².